# Godfrey Binaisa
Godfrey Binaisa (Kampala, 30 de mayo de 1920-Kampala, 5 de agosto de 2010) fue un político y abogado ugandés. 
Fue fiscal general de Uganda entre 1962 y 1968 y más tarde Presidente de Uganda entre junio de 1979 y mayo de 1980. Al momento de su muerte era el único expresidente vivo de Uganda.

## Carrera
Realizó sus estudios en el King's College Budo y en el Makerere College, obtuvo una licenciatura en derecho en el King's College de Londres y ejerció como tal en Kampala.
Binaisa fue miembro de los partidos políticos Congreso Nacional de Uganda y del Partido Unido del Congreso, durante la década de 1950. Más tarde, se unió al Congreso Popular de Uganda, el cual en 1962 formó el primer gobierno tras la independencia del país. Fue nombrado fiscal general ese año, cargo en el cual que permaneció hasta 1968, cuando renunció por desacuerdos con el presidente Milton Obote con respecto a asuntos constitucionales, especialmente sobre los poderes presidenciales para la detención.
Tras su renuncia como fiscal general se dedicó a la actividad privada, luego de que Idi Amin tomara el poder en 1971, se exilió primeramente en Londres, donde fue contratado por la oficina local de Graham y James, una firma internacional de derecho marítimo. Luego se trasladó a los Estados Unidos, donde se desempeñó como "asistente legal" en la oficina central de Graham y James en San Francisco. 
Se casó con Tomoko Yamamoto el 26 de julio de 2004 mediante la ceremonia de bendición de la Iglesia de la Unificación. Se conociero a través de Internet. Se separó en julio de 2005.

### Presidencia
Con el derrocamiento de Idi Amin en 1979, Binaisa regresó a Uganda. El 20 de junio de 1979, fue nombrado Presidente de Uganda por la Comisión Consultiva Nacional, que en ese entonces era el Órgano Supremo de Gobierno del Frente de Liberación Nacional de Uganda (UNLF, por sus siglas en inglés), una coalición de antiguos exiliados ugandeses que habían colaborado en la deposición de Idi Amin.
Binaisa desplazó a ejército al jefe del ejército, el brigadier Oyite Ojok; lo cual le valió la destitución de su cargo el 12 de mayo de 1980 por la Comisión Militar, un poderoso órgano del UNLF encabezada por Paulo Muwanga. Tras la destitución, el país estuvo dirigido por la Comisión Presidencial de Uganda (creada unos días después los sucesos).